# Port lotniczy Araksos
Port lotniczy Araksos – międzynarodowy port lotniczy położony w pobliżu miasta Patra w Grecji.

## Linie lotnicze i połączenia
| Linia Lotnicza      | Kierunek                                                                  |
| ------------------- | ------------------------------------------------------------------------- |
| Air Baltic          | Sezonowe czartery: 1. Ryga                                                |
| Austrian Airlines   | Sezonowo: 1. Wiedeń                                                       |
| Enter Air           | Sezonowe czartery: 1. Warszawa-Okęcie                                     |
| Neos                | Sezonowo: 1. Mediolan-Malpensa                                            |
| Sky Express         | Sezonowe czartery: 1. Timișoara                                           |
| Smartwings          | Sezonowe czartery: 1. Bratysława 2. Praga 3. Warszawa-Okęcie              |
| TUI fly Belgium     | Sezonowo: 1. Bruksela                                                     |
| TUI fly Deutschland | Sezonowo: 1. Düsseldorf 2. Frankfurt 3. Hanower 4. Monachium 5. Stuttgart |